# River Bend (Carolina do Norte)
River Bend é uma cidade  localizada no estado norte-americano de Carolina do Norte, no Condado de Craven.

## Demografia
Segundo o censo norte-americano de 2000, a sua população era de 2923 habitantes.
Em 2006, foi estimada uma população de 3069, um aumento de 146 (5.0%).

## Geografia
De acordo com o United States Census Bureau tem uma área de
7,1 km², dos quais 6,6 km² cobertos por terra e 0,5 km² cobertos por água.

## Localidades na vizinhança
O diagrama seguinte representa as localidades num raio de 12 km ao redor de River Bend.